# Mistrzostwa Europy w Lekkoatletyce 1962 – bieg na 400 m przez płotki mężczyzn

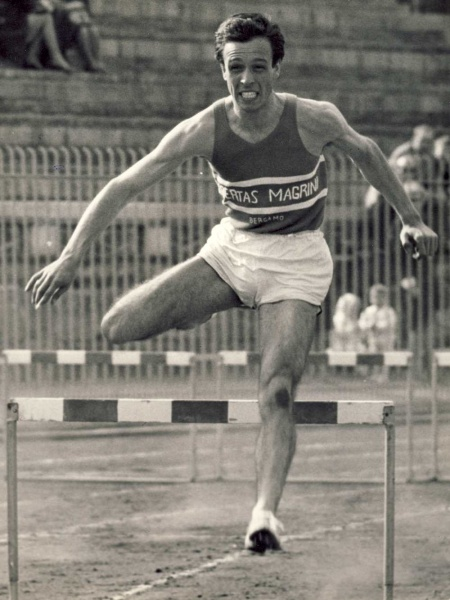
Salvatore Morale

Bieg na dystansie 400 metrów przez płotki mężczyzn był jedną z konkurencji rozgrywanych podczas VII Mistrzostw Europy w Belgradzie. Biegi eliminacyjne zostały rozegrane 12 września, półfinałowe 13 września, a bieg finałowy 14 września 1962 roku. Zwycięzcą tej konkurencji został reprezentant Włoch Salvatore Morale. W rywalizacji wzięło udział dwudziestu dwóch zawodników z piętnastu reprezentacji.

## Rekordy
| Rekord świata     | Glenn Davis (USA)      | 49,2 | Budapeszt, Węgry  | 06.08.1958 |
| Rekord Europy     | Salvatore Morale (ITA) | 49,7 | Rzym, Włochy      | 15.10.1961 |
| Rekord mistrzostw | Anatolij Julin (SUN)   | 50,5 | Berno, Szwajcaria | 29.08.1954 |

## Wyniki

### Eliminacje
Bieg 1
| Miejsce | Zawodnik       | Czas | Uwagi |
| ------- | -------------- | ---- | ----- |
| 1       | Helmut Janz    | 51,0 | Q     |
| 2       | Boris Kriunow  | 51,7 | Q     |
| 3       | Valeriu Jurcă  | 52,0 | Q     |
| 4       | Helmut Haid    | 52,7 |       |
| 5       | Hannu Ehoniemi | 52,8 |       |
| 6       | Fahir Özgüden  | 54,4 |       |

Bieg 2
| Miejsce | Zawodnik                 | Czas | Uwagi |
| ------- | ------------------------ | ---- | ----- |
| 1       | Salvatore Morale         | 51,4 | Q     |
| 2       | Jussi Rintamäki          | 52,4 | Q     |
| 3       | Chris Surety             | 52,8 | Q     |
| 4       | Dymityr Dymitrow         | 53,1 |       |
| 5       | François Van Cauwenbergh | 53,5 |       |
| 6       | Athanasios Mylonopoulos  | 54,9 |       |

Bieg 3
| Miejsce | Zawodnik            | Czas | Uwagi |
| ------- | ------------------- | ---- | ----- |
| 1       | Edmond Van Praagh   | 51,4 | Q     |
| 2       | Georgij Czewyczałow | 52,0 | Q     |
| 3       | Joachim Singer      | 52,0 | Q     |
| 4       | John Cooper         | 52,4 |       |
| 5       | Zdzisław Kumiszcze  | 52,6 |       |

Bieg 4
| Miejsce | Zawodnik        | Czas | Uwagi |
| ------- | --------------- | ---- | ----- |
| 1       | Wasyl Anisimow  | 51,8 | Q     |
| 2       | Bruno Galliker  | 52,2 | Q     |
| 3       | Jörg Neumann    | 52,8 | Q     |
| 4       | Robin Woodland  | 53,1 |       |
| 5       | Jan Gulbrandsen | 53,8 |       |

### Półfinały
Półfinał 1
| Miejsce | Zawodnik          | Czas  | Uwagi |
| ------- | ----------------- | ----- | ----- |
| 1       | Salvatore Morale  | 50,0  | Q CR  |
| 2       | Jörg Neumann      | 50,6  | Q     |
| 3       | Boris Kriunow     | 50,9  | Q     |
| 4       | Edmond Van Praagh | 51,43 | NR    |
| 5       | Bruno Galliker    | 51,3  |       |
| 6       | Joachim Singer    | 51,4  |       |

Półfinał 2
| Miejsce | Zawodnik            | Czas | Uwagi |
| ------- | ------------------- | ---- | ----- |
| 1       | Wasyl Anisimow      | 51,0 | Q     |
| 2       | Jussi Rintamäki     | 51,0 | Q     |
| 3       | Helmut Janz         | 51,1 | Q     |
| 4       | Georgij Czewyczałow | 51,6 |       |
| 5       | Chris Surety        | 52,0 |       |
| 6       | Valeriu Jurcă       | 52,8 |       |

### Finał
| Miejsce | Zawodnik         | Czas | Uwagi |
| ------- | ---------------- | ---- | ----- |
| 1       | Salvatore Morale | 49,2 | =     |
| 2       | Jörg Neumann     | 50,3 |       |
| 3       | Helmut Janz      | 50,5 |       |
| 4       | Jussi Rintamäki  | 50,8 |       |
| 5       | Boris Kriunow    | 51,3 |       |
| 6       | Wasyl Anisimow   | 54,2 |       |